# Maureen O'Sullivan
Maureen Paula O’Sullivan (Boyle, 17 de maig del 1911 - Scottsdale, 23 de juny del 1998) va ser la primera actriu irlandesa considerada una estrella cinematogràfica. La seva popularitat li va arribar amb el paper de Jane a les pel·lícules de Tarzan dels anys 30. Va ser la mare de Mia Farrow, també actriu dels anys 80.

## Biografia
O'Sullivan va néixer a Boyle, Comtat de Roscommon, Irlanda, al si d'una família catòlica. Els seus pares van ser Renée Fraser(11 de gener de 1884- 6 de febrer de 1969) i Charles Joseph Sullivan (4 de novembre de 1880 - 3 de juliol de 1974), que va ser oficial de Els Rangers Connaught que va servir en la Gran Guerra. Va anar a una escola de monges a Dublín, el Convent del Sagrat Cor a Roehampton, a Londres (ara Escola de Woldingham). Una de les seves companyes de classe va ser Vivien Leigh. Després d'acabar l'escola a França, O'Sullivan va tornar a Dublín i va començar a treballar pels pobres.
Frank Borzage, director de cinema que es trobava rodant el musical de la Fox Song o' My Heart (1930)  a Dublín, la va conèixer i li va realitzar una prova de càmera, amb resultats més que favorables, guanyant-se el paper d'Eileen O'Brien, pel que la va convidar a Hollywood en acabar la filmació. Maureen va acceptar, i als 19 anys, va viatjar a Califòrnia acompanyada per la seva mare.
No obstant això el poc èxit de la que va ser la seva primera pel·lícula, aquell mateix any va rodar altres musicals, com per exemple Just Imagine de David Hitler, al costat de El Brendel. Amb el mateix Frank Borzage va rodar un any després A Connecticut Yankee (1931) al costat de Will Rogers.
El 1932, va deixar la Fox i va començar a treballar per a la Metro-Goldwyn-Mayer, iniciant l'etapa que li aportaria els seus èxits professionals més grans. Aquest mateix any va protagonitzar al costat de Johnny Weissmüller la mítica pel·lícula Tarzan The Ape Man (1932), dirigida per W.S. Van Dyke i produïda per Irving Thalberg. En aquest film, lliure encara del famós Codi Hays de censura als USA, encarnava el paper de Jane (Parker), la companya de Tarzan.
El sonat èxit d'aquest primer lliurament, va fer que Maureen repetís el paper de Jane en unes altres cinc ocasions, Tarzan And His Mate (1934) de Cedric Gibbons, Tarzan Escapes (1936), Tarzan Finds A Son! (1939), Tarzan's Secret Treasure (1941) i Tarzan's New York Adventure (1942), aquestes quatre últimes sota la direcció de Richard Thorpe.
Entre els guionistes de La Fuga de Tarzan figurava John Farrow amb qui es casaria al setembre de 1936. Una de les filles fruit d'aquest matrimoni va ser Mia Farrow, que es convertiria en una famosa actriu en els anys 60 ("El nadó de Rosemary", "John i Mary", "Terror cec").
Els anys 30 van ser una bona època per a Maureen. A més de les pel·lícules de la sèrie Tarzan, va participar en un grapat de títols convertits avui en autèntics clàssics que en el seu moment la van fer ser molt popular: Payment Deferred (1932), Lothar Mendies), thriller dramàtic amb Charles Laughton; Strange Interlude (1932), Robert Z. Leonard), drama basat en l'obra teatral homònima d'Eugene O'Neill, amb Clark Gable; The Barretts of Wimpole Street (1934, Sidney Franklin) sobre la vida de la poetessa Elizabeth Browning, amb Norma Shearer, Fredric March i Charles Laughton; The Thin Man (1934, W. S. Van Dyke), primera d'una sèrie de comèdies detectivesques dedicades a les novel·les de Dashiell Hammett que popularment es van conèixer com "L'Home Prim", al costat de Myrna Loy i William Powell; Ana Karenina (1935, Clarence Brown), adaptació de la immortal novel·la de Lev Tolstoi amb Greta Garbo, Fredric March i Freddie Bartholomew; David Copperfield (1935, George Cukor), translació a la pantalla de la novel·la de Charles Dickens, amb W. C. Fields, Freddie Bartholomew i Lionel Barrymore; The Devil Doll (1936, Tod Browning), clàssic menor del cinema de terror amb Lionel Barrymore; A Day At The Races (1937, Sam Wood) al costat dels Germans Marx i el seu inseparable Margaret Dumont; o A Yank At Oxford (1938, Jack Conway) al costat de Robert Taylor i, de nou Lionel Barrymore; en aquesta pel·lícula, i a requeriment seu, ella mateixa va reescriure la seva part per donar-li més substància i novetat.
A poc a poc va anar abandonant els rodatges, fins i tot que el 1942 va deixar de treballar per atendre al seu marit malalt de tifus i cuidar els seus set fills.
El 1948 va tornar per rodar un paper de coprotagonista en El rellotge assassí al costat de Charles Laughton, dirigida pel seu espòs John Farrow. Posteriorment va alternar el seu treball en el cinema amb el teatre i la televisió, i amb prou feines destaca algun dels seus títols cinematogràfics posteriors: Never Too Late (1965), etc.
En els últims anys de la seva carrera, va participar en pel·lícules com: Peggy Sue Got Married (1986) de Francis Ford Coppola i Hannah and Her Sisters  (1986) de Woody Allen, que llavors era el seu gendre.
Després de la mort del seu marit John Farrow, el 1963, Maureen es va casar el 1983 amb James Cushing.
Va morir a l'edat de 87 anys a causa d'un atac al cor el 23 de juny de 1998 a Arizona, el seu lloc de residència.

## Filmografia
Les seves pel·lícules més destacades són:
- So This Is London (1930)
- Song o' My Heart (1930)
- Just Imagine (1930)
- Princess and the Plumber (1930)
- A Connecticut Yankee (1931)
- Skyline (1931)
- The Big Shot (1931)
- Tarzan the Ape Man (1932)
- The Silver Lining (1932)
- Fast Companions (1932)
- Skyscraper Souls (1932)
- Okay, America! (1932)
- Payment Deferred (1932)
- Strange Interlude (1932)
- Robbers' Roost (1932)
- The Cohens and Kellys in Trouble (1933)
- Tugboat Annie (1933)
- Stage Mother (1933)
- Tarzan i la seva companya (Tarzan and His Mate) (1934)
- The Thin Man (1934)
- Hide-Out (1934)
- The Barretts of Wimpole Street (1934)
- David Copperfield (1935)
- West Point of the Air (1935)
- Cardinal Richelieu (1935)
- The Flame Within (1935)
- Woman Wanted (1935)
- Anna Karenina (1935)
- The Bishop Misbehaves (1935)
- The Voice of Bugle Ann (1936)
- The Devil-Doll (1936)
- La fuga de Tarzan (Tarzan Escapes) (1936)
- A Day at the Races (1937)
- The Emperor's Candlesticks (1937)
- Between Two Women (1937)
- My Dear Miss Aldrich (1937)
- A Yank at Oxford (1938)
- Hold That Kiss (1938)
- Port of Seven Seas (1938)
- The Crowd Roars (1938)
- Spring Madness (1938)
- Let Us Live (1939)
- Tarzan i el seu fill (Tarzan Finds a Son!) (1939)
- Sporting Blood (1940)
- Pride and Prejudice (1940)
- Maisie Was a Lady (1941)
- Tarzan's Secret Treasure (1941)
- Tarzan a Nova York (Tarzan's New York Adventure) (1942)
- The Big Clock (1948)
- On viu el perill (Where Danger Lives) (1950)
- No Resting Place (1951)
- Bonzo Goes to College (1952)
- All I Desire (1953)
- Mission Over Korea (1953)
- Duffy of San Quentin (1954)
- The Steel Cage (1954)
- The Wings of Eagles (1957)
- Presa valuosa (The Tall T) (1957)
- Wild Heritage (1958)
- Never Too Late (1965)
- The Phynx (1970)
- Too Scared to Scream (1985)
- Hannah i les seves germanes (Hannah and Her Sisters) (1986)
- Peggy Sue es va casar (Peggy Sue Got Married) (1986)
- Stranded (1987)